# Mieczysław Adam Wysocki

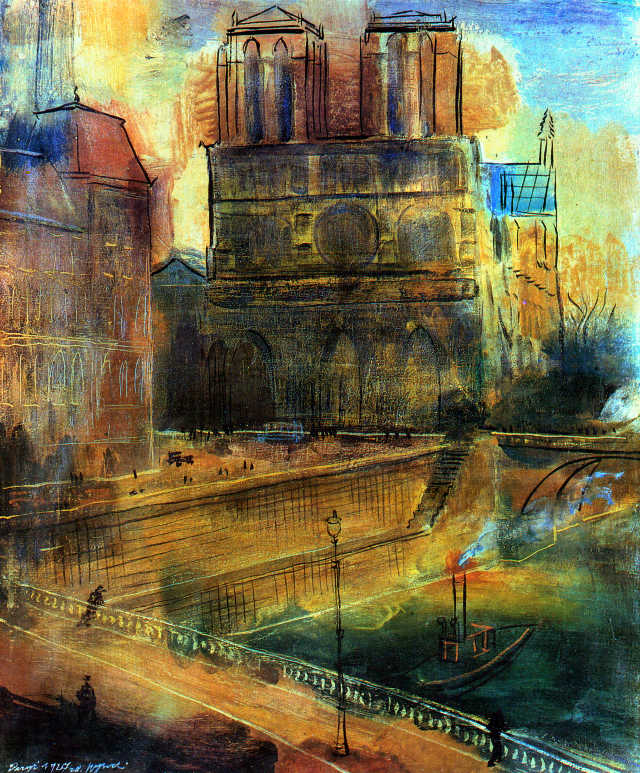
Notre Dame

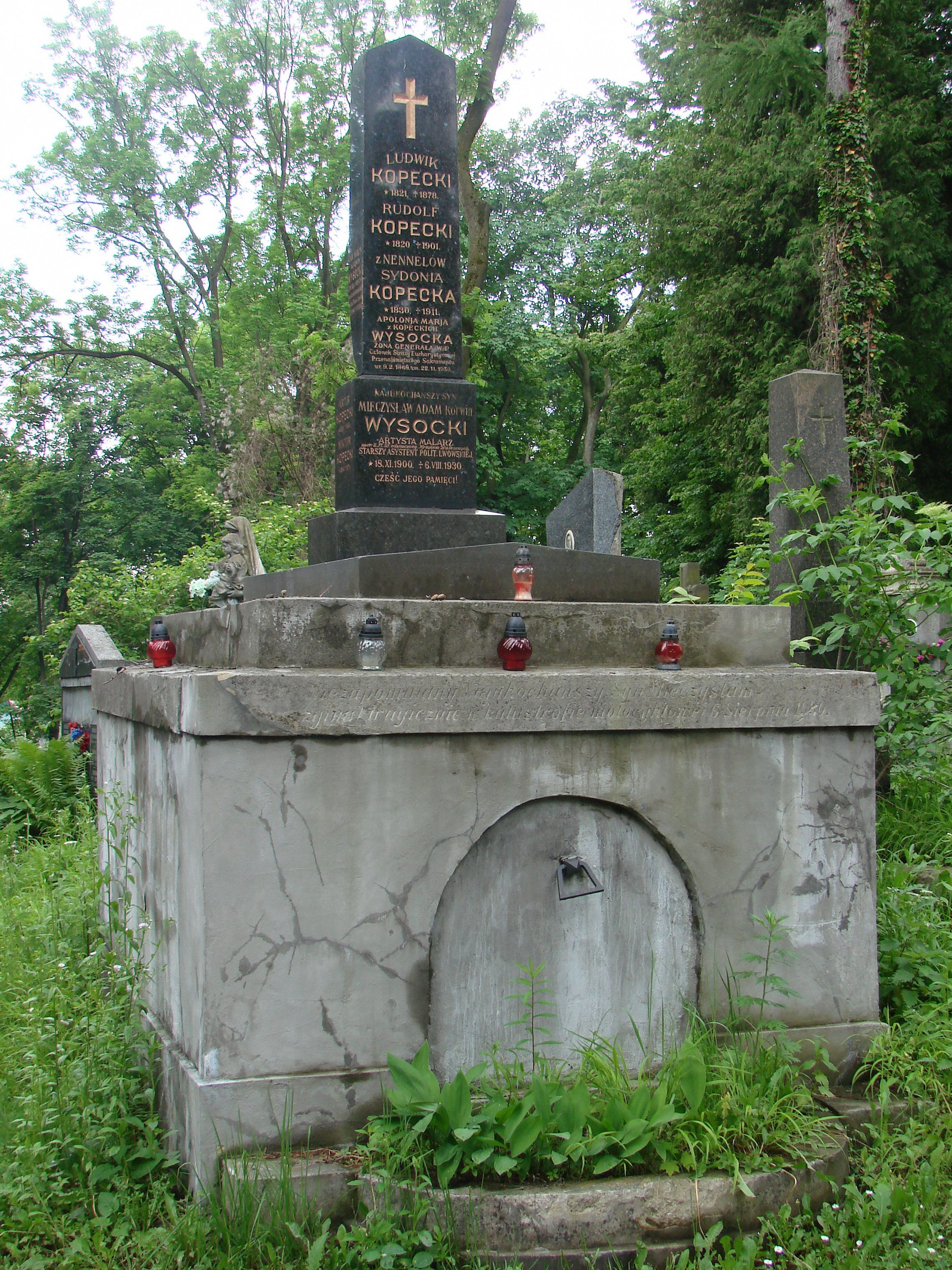
Grobowiec rodzinny na Cmentarzu Łyczakowskim we Lwowie

Mieczysław Adam Wysocki (ur. 18 listopada 1900 w Jarosławiu, zm. 6 sierpnia 1930 tamże) – polski malarz, współzałożyciel zrzeszenia „artes”.
Studiował malarstwo we Lwowie u Stanisława Batowskiego, w latach 1921-1927 w krakowskiej Akademii Sztuk Pięknych oraz u Ignacego Pieńkowskiego, Felicjana Szczęsnego Kowarskiego i Xawerego Dunikowskiego, a także w paryskiej pracowni Józefa Pankiewicza i w Conservatoire National des Arts et Métiers. Po zwiedzeniu Włoch powrócił do Lwowa. W roku 1929 wspólnie z Jerzym Janischem i Aleksandrem Krzywobłockim założył zrzeszenie artystyczne „artes”. Pracował w katedrze dekoracji wnętrz Wydziału Architektury Politechniki Lwowskiej na stanowisku starszego asystenta. Zajmował się malarstwem ściennym i konserwacją zabytkowych polichromii. 
W dniu 2 sierpnia 1930 roku Wysocki miał wypadek drogowy na gościńcu Krakowiec - Radymno, kiedy prowadzony przez niego motocykl uderzył w przydrożne drzewo. Zabrany z miejsca wypadku przez przejeżdżającą swym samochodem księżnę Czartoryską, przewieziony został do szpitala w Jarosławiu, gdzie zmarł 6 sierpnia nad ranem.. Pochowany został w grobowcu rodzinnym na Cmentarzu Łyczakowskim we Lwowie.